# Karate op de Middellandse Zeespelen
Karate is een van de sporten die tijdens de Middellandse Zeespelen worden beoefend.

## Geschiedenis
Karate staat sedert 1993 op het programma van de Middellandse Zeespelen. Sindsdien werd de sport op elke editie van de Spelen beoefend. Vrouwen konden pas vanaf 1997 strijden om de medailles. Tot en met 2005 bleef het programma ongewijzigd. In 2009 werden enkele gewichtsklassen gewijzigd en werd de open gewichtsklasse afgeschaft. Sindsdien zijn er tien onderdelen op de Middellandse Zeespelen: vijf voor mannen en vijf voor vrouwen. Net zoals bij het judo worden er telkens vier medailles verdeeld: één gouden, één zilveren en twee bronzen.

## Onderdelen

### Mannen
| Onderdeel             | 51               | 55               | 59               | 63               | 67               | 71               | 75               | 79               | 83               | 87               | 91               | 93               | 97               | 01               | 05               | 09               | 13               | 18               | 22               | Totaal           |                  |                  |                  |                  |                  |                  |                  |                  |
| Huidig programma      | Huidig programma | Huidig programma | Huidig programma | Huidig programma | Huidig programma | Huidig programma | Huidig programma | Huidig programma | Huidig programma | Huidig programma | Huidig programma | Huidig programma | Huidig programma | Huidig programma | Huidig programma | Huidig programma | Huidig programma | Huidig programma | Huidig programma | Huidig programma | Huidig programma | Huidig programma | Huidig programma | Huidig programma | Huidig programma | Huidig programma | Huidig programma | Huidig programma |
| --------------------- | ---------------- | ---------------- | ---------------- | ---------------- | ---------------- | ---------------- | ---------------- | ---------------- | ---------------- | ---------------- | ---------------- | ---------------- | ---------------- | ---------------- | ---------------- | ---------------- | ---------------- | ---------------- | ---------------- | ---------------- | ---------------- | ---------------- | ---------------- | ---------------- | ---------------- | ---------------- | ---------------- | ---------------- |
| - 60 kg               |                  |                  |                  |                  |                  |                  |                  |                  |                  |                  |                  | •                | •                | •                | •                | •                | •                | •                | •                | 8                |                  |                  |                  |                  |                  |                  |                  |                  |
| - 67 kg               |                  |                  |                  |                  |                  |                  |                  |                  |                  |                  |                  |                  |                  |                  |                  | •                | •                | •                | •                | 4                |                  |                  |                  |                  |                  |                  |                  |                  |
| - 75 kg               |                  |                  |                  |                  |                  |                  |                  |                  |                  |                  |                  | •                | •                | •                | •                | •                | •                | •                | •                | 8                |                  |                  |                  |                  |                  |                  |                  |                  |
| - 84 kg               |                  |                  |                  |                  |                  |                  |                  |                  |                  |                  |                  |                  |                  |                  |                  | •                | •                | •                | •                | 4                |                  |                  |                  |                  |                  |                  |                  |                  |
| + 84 kg               |                  |                  |                  |                  |                  |                  |                  |                  |                  |                  |                  |                  |                  |                  |                  | •                | •                | •                | •                | 4                |                  |                  |                  |                  |                  |                  |                  |                  |
| Onderdeel             | 51               | 55               | 59               | 63               | 67               | 71               | 75               | 79               | 83               | 87               | 91               | 93               | 97               | 01               | 05               | 09               | 13               | 18               | 22               | Totaal           |                  |                  |                  |                  |                  |                  |                  |                  |
| Afgevoerde onderdelen |                  |                  |                  |                  |                  |                  |                  |                  |                  |                  |                  |                  |                  |                  |                  |                  |                  |                  |                  |                  |                  |                  |                  |                  |                  |                  |                  |                  |
| - 65 kg               |                  |                  |                  |                  |                  |                  |                  |                  |                  |                  |                  | •                | •                | •                | •                |                  |                  |                  |                  | 4                |                  |                  |                  |                  |                  |                  |                  |                  |
| - 70 kg               |                  |                  |                  |                  |                  |                  |                  |                  |                  |                  |                  | •                | •                | •                | •                |                  |                  |                  |                  | 4                |                  |                  |                  |                  |                  |                  |                  |                  |
| - 80 kg               |                  |                  |                  |                  |                  |                  |                  |                  |                  |                  |                  | •                | •                | •                | •                |                  |                  |                  |                  | 4                |                  |                  |                  |                  |                  |                  |                  |                  |
| + 80 kg               |                  |                  |                  |                  |                  |                  |                  |                  |                  |                  |                  | •                | •                | •                | •                |                  |                  |                  |                  | 4                |                  |                  |                  |                  |                  |                  |                  |                  |
| Open                  |                  |                  |                  |                  |                  |                  |                  |                  |                  |                  |                  | •                | •                | •                | •                |                  |                  |                  |                  | 4                |                  |                  |                  |                  |                  |                  |                  |                  |
| Totaal                | 0                | 0                | 0                | 0                | 0                | 0                | 0                | 0                | 0                | 0                | 0                | 7                | 7                | 7                | 7                | 5                | 5                | 5                | 5                | 48               |                  |                  |                  |                  |                  |                  |                  |                  |

### Vrouwen
| Onderdeel             | 51               | 55               | 59               | 63               | 67               | 71               | 75               | 79               | 83               | 87               | 91               | 93               | 97               | 01               | 05               | 09               | 13               | 18               | 22               | Totaal           |                  |                  |                  |                  |                  |                  |                  |                  |
| Huidig programma      | Huidig programma | Huidig programma | Huidig programma | Huidig programma | Huidig programma | Huidig programma | Huidig programma | Huidig programma | Huidig programma | Huidig programma | Huidig programma | Huidig programma | Huidig programma | Huidig programma | Huidig programma | Huidig programma | Huidig programma | Huidig programma | Huidig programma | Huidig programma | Huidig programma | Huidig programma | Huidig programma | Huidig programma | Huidig programma | Huidig programma | Huidig programma | Huidig programma |
| --------------------- | ---------------- | ---------------- | ---------------- | ---------------- | ---------------- | ---------------- | ---------------- | ---------------- | ---------------- | ---------------- | ---------------- | ---------------- | ---------------- | ---------------- | ---------------- | ---------------- | ---------------- | ---------------- | ---------------- | ---------------- | ---------------- | ---------------- | ---------------- | ---------------- | ---------------- | ---------------- | ---------------- | ---------------- |
| - 50 kg               |                  |                  |                  |                  |                  |                  |                  |                  |                  |                  |                  |                  | •                | •                | •                | •                | •                | •                | •                | 7                |                  |                  |                  |                  |                  |                  |                  |                  |
| - 55 kg               |                  |                  |                  |                  |                  |                  |                  |                  |                  |                  |                  |                  | •                | •                | •                | •                | •                | •                | •                | 7                |                  |                  |                  |                  |                  |                  |                  |                  |
| - 61 kg               |                  |                  |                  |                  |                  |                  |                  |                  |                  |                  |                  |                  |                  |                  |                  | •                | •                | •                | •                | 4                |                  |                  |                  |                  |                  |                  |                  |                  |
| - 68 kg               |                  |                  |                  |                  |                  |                  |                  |                  |                  |                  |                  |                  |                  |                  |                  | •                | •                | •                | •                | 4                |                  |                  |                  |                  |                  |                  |                  |                  |
| + 68 kg               |                  |                  |                  |                  |                  |                  |                  |                  |                  |                  |                  |                  |                  |                  |                  | •                | •                | •                | •                | 4                |                  |                  |                  |                  |                  |                  |                  |                  |
| Onderdeel             | 51               | 55               | 59               | 63               | 67               | 71               | 75               | 79               | 83               | 87               | 91               | 93               | 97               | 01               | 05               | 09               | 13               | 18               | 22               | Totaal           |                  |                  |                  |                  |                  |                  |                  |                  |
| Afgevoerde onderdelen |                  |                  |                  |                  |                  |                  |                  |                  |                  |                  |                  |                  |                  |                  |                  |                  |                  |                  |                  |                  |                  |                  |                  |                  |                  |                  |                  |                  |
| - 60 kg               |                  |                  |                  |                  |                  |                  |                  |                  |                  |                  |                  |                  | •                | •                | •                |                  |                  |                  |                  | 3                |                  |                  |                  |                  |                  |                  |                  |                  |
| - 65 kg               |                  |                  |                  |                  |                  |                  |                  |                  |                  |                  |                  |                  | •                | •                | •                |                  |                  |                  |                  | 3                |                  |                  |                  |                  |                  |                  |                  |                  |
| + 65 kg               |                  |                  |                  |                  |                  |                  |                  |                  |                  |                  |                  |                  | •                | •                | •                |                  |                  |                  |                  | 3                |                  |                  |                  |                  |                  |                  |                  |                  |
| Open                  |                  |                  |                  |                  |                  |                  |                  |                  |                  |                  |                  |                  | •                | •                | •                |                  |                  |                  |                  | 3                |                  |                  |                  |                  |                  |                  |                  |                  |
| Totaal                | 0                | 0                | 0                | 0                | 0                | 0                | 0                | 0                | 0                | 0                | 0                | 0                | 6                | 6                | 6                | 5                | 5                | 5                | 5                | 38               |                  |                  |                  |                  |                  |                  |                  |                  |

## Medaillespiegel
| Plaats | Land                  | Goud | Zilver | Brons | Totaal |
| 1      | Frankrijk             | 16   | 14     | 18    | 48     |
| 2      | Italië                | 14   | 11     | 31    | 56     |
| 3      | Turkije               | 14   | 6      | 23    | 43     |
| 4      | Spanje                | 9    | 16     | 16    | 41     |
| 5      | Egypte                | 7    | 13     | 17    | 37     |
| 6      | Algerije              | 6    | 3      | 10    | 19     |
| 7      | Griekenland           | 6    | 5      | 7     | 18     |
| 8      | Tunesië               | 6    | 3      | 10    | 19     |
| 9      | Kroatië               | 2    | 3      | 5     | 10     |
| 10     | Marokko               | 1    | 3      | 6     | 10     |
| 11     | Bosnië en Herzegovina | 1    | 2      | 9     | 12     |
| 12     | Servië en Montenegro  | 1    | 2      | 0     | 3      |
| 13     | Servië                | 1    | 1      | 3     | 5      |
| 14     | Slovenië              | 1    | 0      | 5     | 6      |
| 15     | Noord-Macedonië       | 1    | 0      | 2     | 3      |
| 16     | Montenegro            | 0    | 3      | 1     | 4      |
| 17     | Joegoslavië1          | 0    | 1      | 6     | 7      |
| 18     | Syrië                 | 0    | 0      | 2     | 2      |
| 19     | Cyprus                | 0    | 0      | 1     | 1      |
| Totaal | Totaal                | 86   | 86     | 172   | 344    |

1: de medailles gewonnen door de Federale Republiek Joegoslavië in 1997 en 2001 werden in de eeuwige medaillestand toegekend aan de Socialistische Federale Republiek Joegoslavië, dat van 1951 tot en met 1991 deelnam aan de Middellandse Zeespelen.